# (12051) Pícha
(12051) Pícha, désignation internationale (12051) Picha, est un astéroïde de la ceinture principale.

## Description
(12051) Picha est un astéroïde de la ceinture principale. Il fut découvert le 2 mai 1997 à l'Observatoire d'Ondřejov par Lenka Šarounová. Il présente une orbite caractérisée par un demi-grand axe de 2,31 UA, une excentricité de 0,17 et une inclinaison de 9,4° par rapport à l'écliptique.

## Compléments